# Corythornis vintsioides
Il martin pescatore malachite del Madagascar (Corythornis vintsioides (Eydoux & Gervais, 1836)) è un uccello della famiglia Alcedinidae, endemico del Madagascar e delle isole Comore.